# Margot Cottens
Margot Noemí Cottens Costa (Montevideo; 9 de gener de 1922 - Madrid; 2 de gener de 1999) va ser una actriu uruguaiana establerta a Espanya.

## Biografia
A la seva ciutat natal i al mateix temps que cursava els seus estudis elementals, va rebre classes d'interpretació a l'Escola d'Art Dramàtic regentada per Margarida Xirgu.
Va estudiar a més Arquitectura, i va arribar a treballar com delineant.
Acaba no obstant això, dedicant-se al món de la interpretació i el 1955 forma la seva pròpia companyia de teatre, al costat del seu marit, el dramaturg i director d'escena Rafael Bertrán.
S'instal·la a Espanya el 1960, on desenvolupa el gruix de la seva carrera artística. El seu primer paper va ser a la pel·lícula Margarita se llama mi amor (1961), tot un èxit de públic que li permet a partir d'aquest moment intervenir en desenes de pel·lícules i espais de televisió durant les següents dues dècades
Especialitzada en papers de to còmic va rodar la seva última pel·lícula el 1981, dedicant-se a partir d'aquest moment a esporàdiques aparicions en TV i al teatre, on va triomfar amb les obres La guerra empieza en Cuba (1956), La herencia (1957), Una muchachita de Valladolid (1958), El cielo dentro de casa (1958), Ardele o la Margarita (1964), La ratonera (1965), ¡Quiero ver a Miusov! (1966), de Valentin Cataviev, Sólo el amor y la luna traen fortuna (1968), Equus (1975), Lástima que sea una puta (1979), El hombre del atardecer (1981), Las amargas lágrimas de Petra Von Kant (1985), Mamá quiero ser artista (1986), ¡Sublime decisión! (1988), La loca de Chaillot (1989), Rosas de otoño (1990), El abanico de Lady Windermere (1992), La muralla (1993) i La pereza (1994).
El seu pas per televisió va deixar notables interpretacions a Cuarto de estar (1963), Sonría, por favor (1964-1965), Novela, Cosas de dos (1984) o La comedia musical española (1985), totes elles a TVE.

## Filmografia (selecció)
- La pícara cenicienta (1951)
- El conde de Montecristo (1953)
- Margarita se llama mi amor (1961).
- Canción de juventud (1962).
- El grano de mostaza (1962).
- El salario del crimen (1964).
- Historias de la televisión (1965).
- La familia y uno más (1965).
- La ciudad no es para mí (1966).
- Sor Citroën (1967).
- ¿Qué hacemos con los hijos? (1967).
- Las que tienen que servir (1967).
- Los chicos del Preu (1967).
- Amor a la española (1967).
- Novios 68 (1967).
- Operación Mata Hari (1968).
- El turismo es un gran invento (1968).
- Sor Ye-ye (1968).
- ¡Cómo está el servicio! (1968).
- Cuidado con las señoras (1968).
- Los que tocan el piano (1968).
- Cateto a babor (1970).
- No desearás al vecino del quinto (1970).
- Las Ibéricas F.C. (1971).
- Vaya par de gemelos (1978).
- La familia, bien, gracias (1979).
- Es peligroso casarse a los 60 (1981).

## Trajectòria a TV
- Primera función 
  - Enseñar a un sinvergüenza (4 de maig de 1989)
  - Sublime decisión (17 de juliol de 1987)
- La comedia musical española
  - Luna de miel en El Cairo (29 d'octubre de 1985)
  - Cinco minutos nada menos (12 de novembre de 1985)
  - La Cenicienta del Palace (3 de desembre de 1985)
- Cosas de dos (1984)
- Anillos de oro
  - A pescar y a ver al duque (18 de novembre de 1983)
- Original
  - La adivina (11 de març de 1975)
- El Teatro
  - El crimen al alcance de la clase media (22 de desembre de 1974)
- Las doce caras de Eva
  - Libra (22 de desembre de 1971)
- Estudio 1
  - La importancia de llamarse Ernesto (17 de desembre de 1968)
  - Las mujeres sabias (1 de març de 1.974)
  - El pobre Pedro (21 de març de 1983)
- Telecomedia de humor 
  - El enfermo imaginario (17 de març de 1968)
- Historia de la frivolidad (1967)
- La familia Colón
  - La familia Colón llega a España (13 de gener de 1967)
- Novela
  - Teresa de Ávila (5 d'abril de 1965)
  - Concierto para un vagabundo (20 de juny de 1966)
  - Tom Sawyer, detective (11 de juliol de 1966)
  - Cebada para el señor (3 de juliol de 1967)
  - La verdadera historia de Giovanni Catania (15 d'octubre de 1973)
- Sábado 64 
  - Dentro de mí (21 de novembre de 1964)
- Confidencias 
  - Por la puerta grande (21 de novembre de 1964)
  - Historia de una maleta (28 de novembre de 1964)
- Sonría, por favor (1964-1965)
- Primera fila
  - Una noche de primavera sin sueño (5 d'agost de 1964)
- Cuarto de estar (1963)
- Galería de esposas (1960).